# Tribunal judiciaire de Mamoudzou
Le tribunal judiciaire de Mamoudzou est un tribunal judiciaire français qui siège à Mamoudzou, sur l'île de Mayotte. Les locaux du tribunal judiciaire sont situés dans le quartier de Kawéni.
Avant la départementalisation, le territoire de Mayotte disposait d'un tribunal de première instance et d'un tribunal supérieur d'appel. Le décret n°2011-338 du 29 mars 2011 acte l'intégration de Mayotte au ressort de la cour d'appel de Saint-Denis de La Réunion.
Le tribunal judiciaire est compétent en première instance pour toutes les infractions commises sur le territoire de Mayotte. La cour d'assises de Mayotte siège dans les locaux du tribunal judiciaire pour juger des crimes. Les décisions du tribunal judiciaire ayant fait l'objet d'un appel sont rejugées par la chambre d'appel de Mamoudzou, à l'exception des appels des décisions des juges d’instruction et des juges des libertés et de la détention qui sont portés devant la chambre de l’instruction de la cour d’appel de Saint-Denis.

## Organisation

### Président
- Catherine Vannier depuis le 1er août 2022[3] au 29 avril 2024[4]
- Sophie De Borggraef depuis le 8 juillet 2024[5]

### Procureur de la République
- Yann Le Bris depuis le 20 octobre 2020[6] au 10 janvier 2025[7]
- Guillaume Dupont depuis le 9 avril 2025[8]